# Ryan McPartlin
Ryan John McPartlin, född 3 juli 1975 i Chicago, är en amerikansk skådespelare.
McPartlin har bland annat medverkat i tv-serier som Passions, Hemma hos Fran och senast säsongen 2010 som Devon (Captain Awesome) i Chuck.